# Team Ehingen Urspring
El Team Ehingen Urspring es un equipo de baloncesto alemán con sede en la ciudad de Ehingen, que compite en la ProB, la tercera división de su país. Disputa sus partidos en el Längenfeldhalle Ehingen, con capacidad para 1500 espectadores.

## Posiciones en Liga
| Temporada | Nivel | Liga | Pos. | Resultado        |
| --------- | ----- | ---- | ---- | ---------------- |
| 2007-08   | 3     | ProB | 7    |                  |
| 2008-09   | 3     | ProB | 7    |                  |
| 2009-10   | 3     | ProB | 3    |                  |
| 2010-11   | 3     | ProB | 1º   | Ascensocampeón   |
| 2011-12   | 2     | ProA | 11   |                  |
| 2012-13   | 2     | ProA | 8    | Cuartos de final |
| 2013-14   | 2     | ProA | 3    | Cuartos de final |
| 2014-15   | 2     | ProA | 16   | Descenso         |
| 2015-16   | 3     | ProB | 2    | Ascensocampeón   |
| 2016-17   | 2     | ProA | 14   |                  |
| 2017-18   | 2     | ProA | 15   | Descenso         |
| 2018-19   | 2     | ProA |      |                  |

1. ↑  Permaneció en la división después de que el RheinStars Köln renunciara y fuera descendido a ProB.

## Palmarés
- Campeón de la ProB

2011, 2016
- Campeón de la Regionalliga

2003

## Jugadores destacados
| - Timothy Lang - Jarrad Weeks - Mario Škegro - Stephen Sir - Marko Šarac - Michael Niebling - Cornelius Adler - Thierno Agne - Mahir Agva - Michael Baumer - Michael Klaus Birkenhagen - Mario Blessing - Fabian Böke - Benedikt Breiling - Kevin Bright - Kevin Bryant - Nicholas Burgard - Kalidou Diouf - Finn Eckhardt - Max Eisele - Felix Engel - Stephan Haukohl - Patrick Horstmann - Moritz Hübner - Sascha Hupmann - Tobias Jahn - Sven Jeuschede - Johannes Joos - Tobias Korndoerfer - Lars-Eric Menck | - Malik Müller - Joey Ney - Kenneth Ogbe - Andrew Onwuegbuzie - Jermain Raffington - Justin Raffington - Marian Schick - Christian Sengfelder - Nicolai Simon - Ruben Spoden - Lucca Staiger - Maurice Stuckey - Sid-Marlon Theis - Zaire Thompson - Timo Volk - Christopher Wolf - Julius Wolf - Radoslav Karavangelis - Frank Wiseler - Ersin Jakupi - Damian Dubienka - Alasdair Fraser - Edwin Mujkić - Nikola Lazarević - Vincent Polakovič - Anton Kisilishyn - Aaron Abrams - Brian Adams - Jake Anderson - Daniel Berger | - Tyler Best - Mark Bigelow - Alonzo Brooks - Jamaal Brown - Andre Calvin - Terrance Chapman - Brennan Cougill - Will Creekmore - Nick Dials - Wes Eikmeier - Jeffrey Gibbs - Jon Godfread - Carlton Guyton - Ben Jacobson - Luke Kunkel - Virgil Matthews - Sylvester Mayes - Fred Miller - Devon Moore - Steve Newman - Ethan Niedermeyer - Mike Oppland - Drew Richards - Nolan Richardson - Taylor Rohde - Brett Royster - Scott Saunders - Julian Scott - Patrick Simon - Radee Skipworth | - Kameron Taylor - Adam Templeton - Josh Washington - Daryl Williams - Garrett Williamson - Josh Wilson - Stacy Wilson - Cleve Woodfork - Mario Šimić - Marco Buljević - Christian Standhardinger - Jamal Maaytah - Jan Fikiel - Konrad Wysocki - Radivoj Tomasevic - Paul Howard - Christian Anderson - Chuck Evans - Gavin Schilling - Akeem Vargas - Adam Waleskowski - Leon Jacob |